# Pablo Calviño
Pablo Calviño (Pablo Andrés Calviño Ugón, (Buenos Aires, 27 de abril de 1975) es un educador y naturalista argentino.
Director del ITM Instituto Tecnológico de Motores y uno de los fundadores del Colegio San Isidro Delta School.
Reconocido acuarista e investigador. Es unos de los fundadores del Killi Club Argentino, y director de su Grupo de Estudios. En el área científica, descubrió y describió varias especies de aguas continentales nuevas para la ciencia, relevando zonas inexploradas de Argentina y Sudamérica. 
Sus aportes incrementaron la colección ictiológica del Museo Argentino de Ciencias Naturales y el conocimiento de las especies de peces anuales presentes en Argentina.
Actualmente continúa sus investigaciones en biodiversidad, historia, ecología y evolución del género Austrolebias. Su obra, contribuye al desarrollo de la Ictiología Nacional.
Aparte de su vocación principal como investigador y educador, realiza otras actividades. Estudió mecánica, publicidad y postítulo en disciplinas industriales. Actualmente continúa su labor docente en la Universidad de Belgrano.

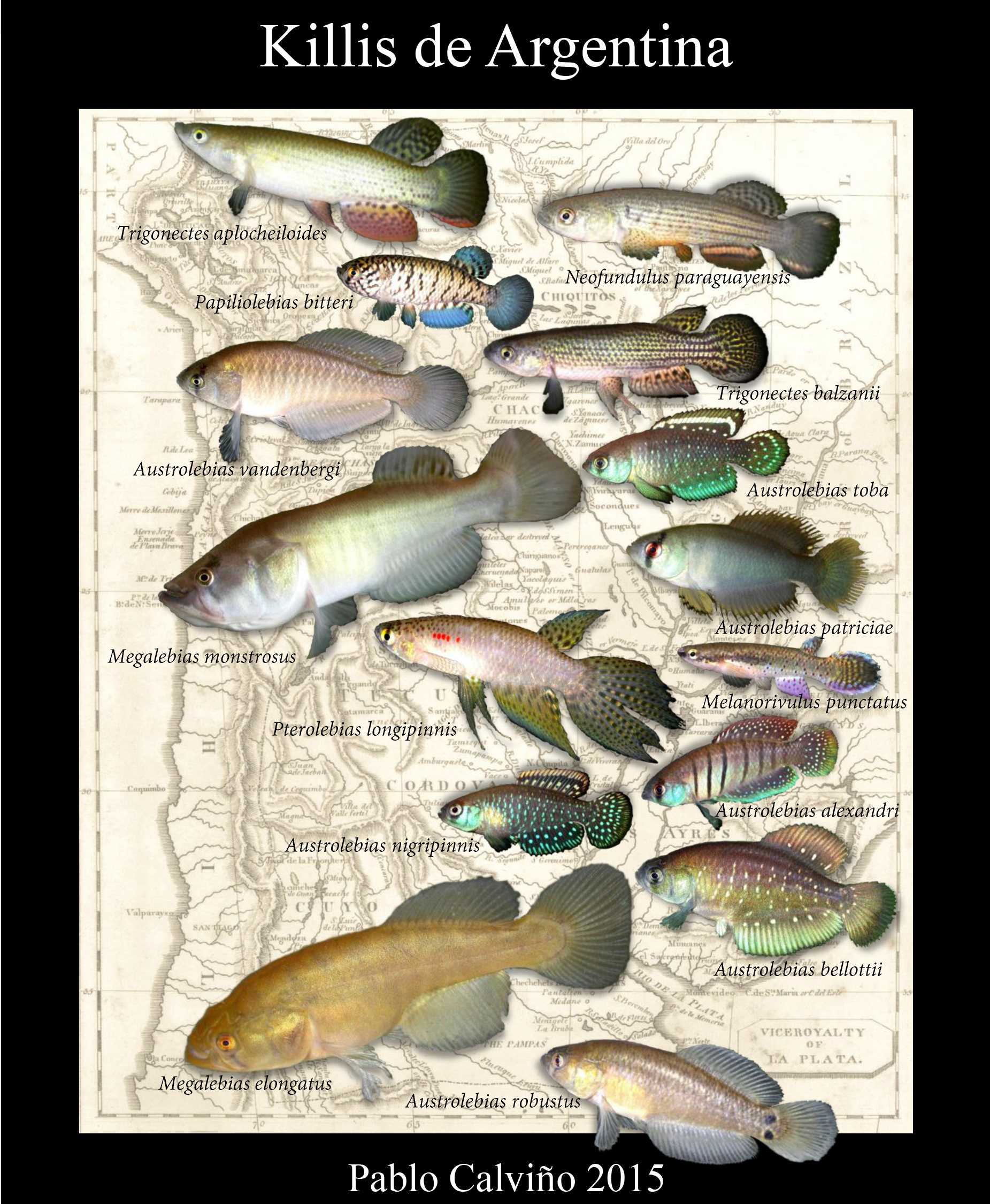
Killis de Argentina, 2015

## Especies descritas
Fue el autor de la descripción original de varias especies nuevas para la ciencia, entre las que se encuentran:
- Austrolebias toba
- Austrolebias luzardoi
- Corydoras gladysae
- Corydoras petracinii
- Jenynsia luxata

Especies redescritas: Austrolebias patriciae, Austrolebias robustus, Corydoras micracanthus.
Adicionalmente, entre sus mayores contribuciones se destacan el redescubrimiento y la revalidación de la especie Austrolebias robustus y el descubrimiento de la localidad tipo desconocida de Charles Darwin en su paso de 1833 por Maldonado, Uruguay.